# Biserica evanghelică C.A. din Teaca

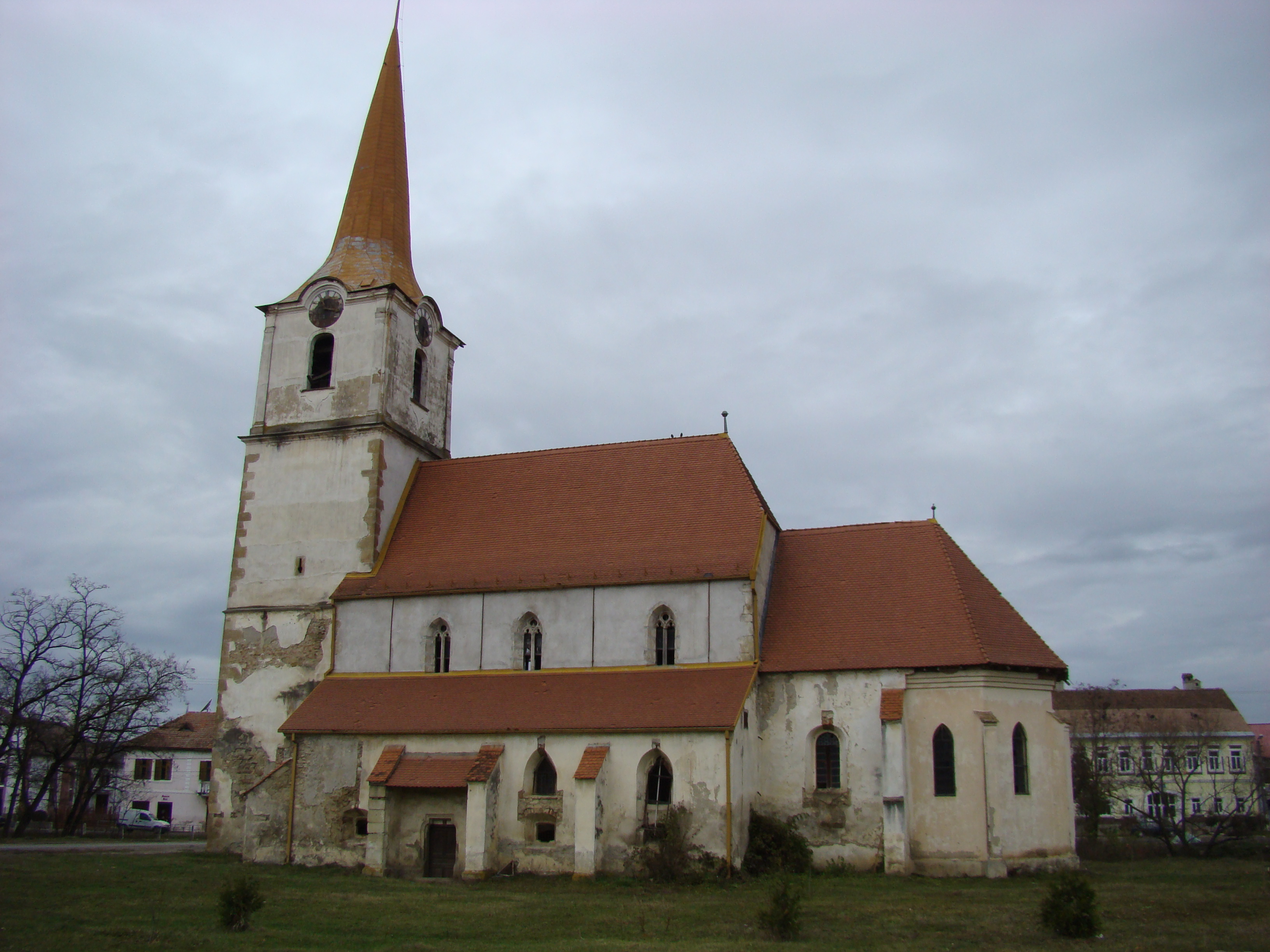
Biserica (sud)

Biserica evanghelică C.A. din Teaca este un monument istoric aflat pe teritoriul satului Teaca; comuna Teaca.
Ansamblul este format din următoarele monumente:
- Cimitirul bisericii (cod LMI BN-I-s-A-01717.01)

## Localitatea
Teaca (în dialectul săsesc Tekenderf, în germană Teckendorf, Tekendorf, în maghiară Teke) este satul de reședință al comunei cu același nume din județul Bistrița-Năsăud, Transilvania, România.
Localitatea Teaca este atestată documentar din 1318 sub numele Theke, când comitele de Alba Iulia, la data de 14.10.1318, raportează regelui Carol Robert că moșia Șoimuș (Stupini) a dat-o magistratului Petru. Cu ducerea la îndeplinire a ordinului fost încredințat parohul Eberhard din Teke (Teaca).

## Biserica
Este construită în secolul al XIV-lea, în stil gotic, cu trei nave, cor și absidă poligonală cu contraforturi. Navele laterale păstrează elemente gotice cu bolți în cruce pe ogive, în timp ce bolta centrală a fost refăcută în stil baroc la 1753, iar corul a fost reconstruit pe vechiul traseu la 1909. 

## Galerie

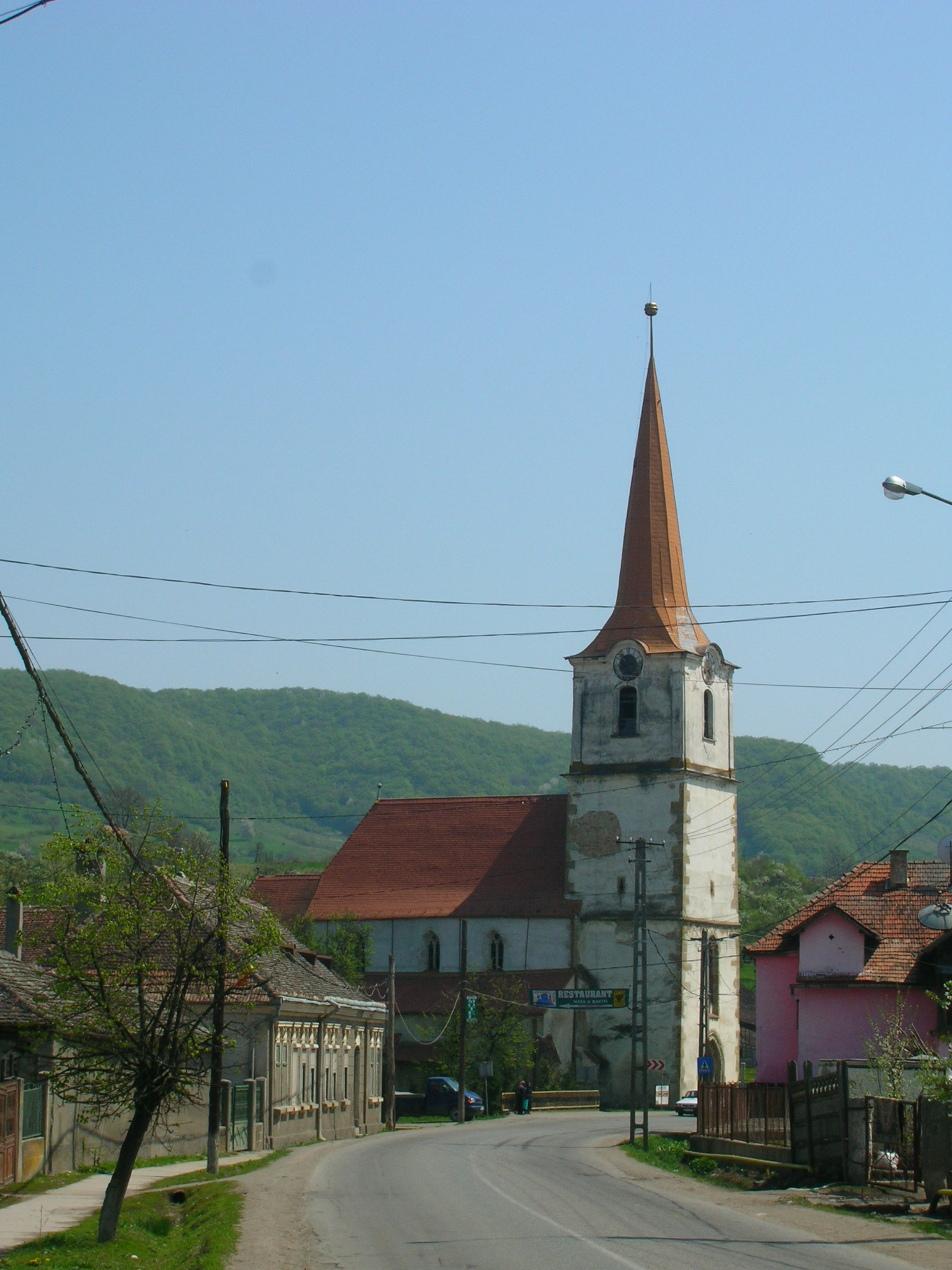
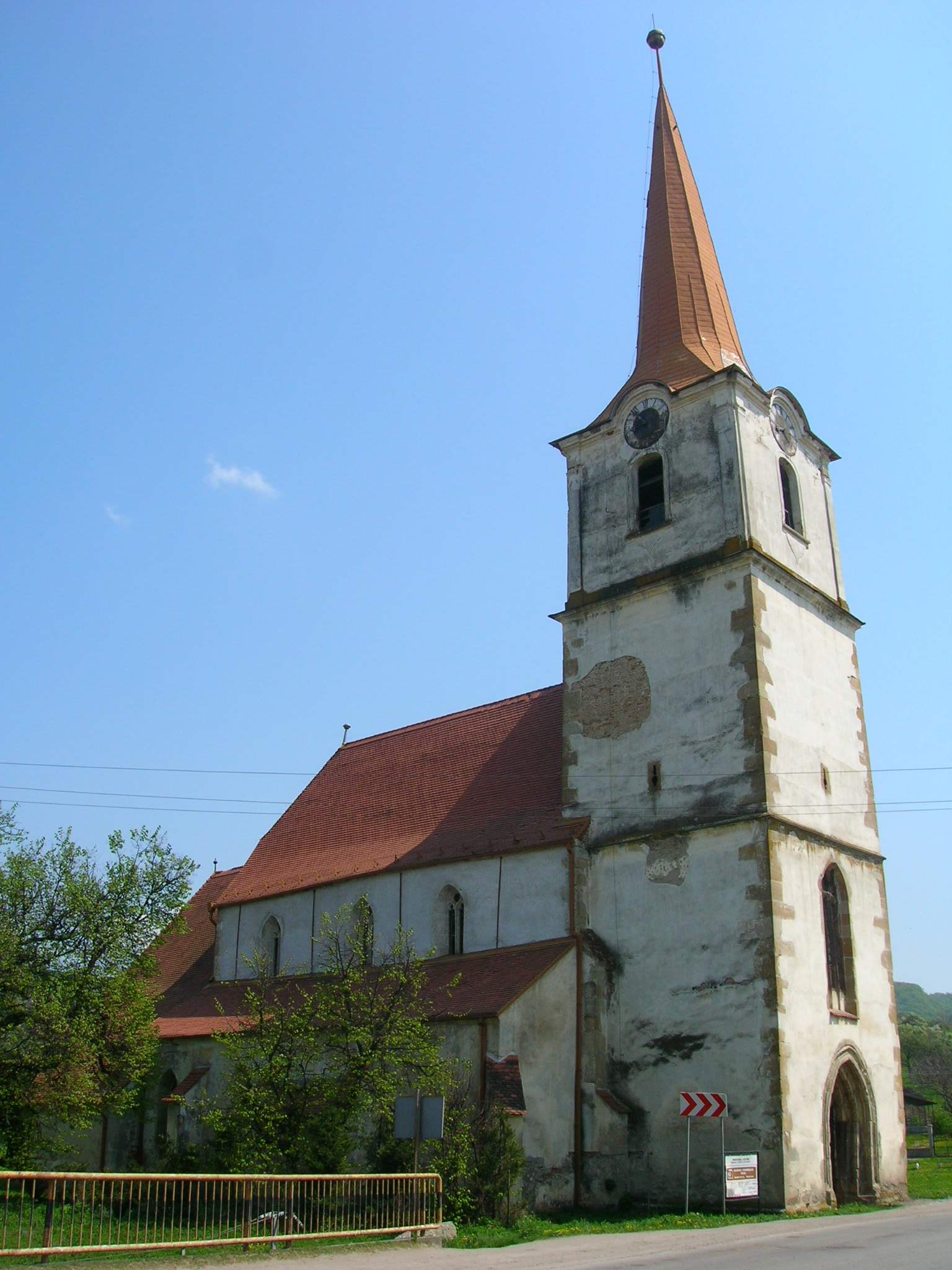
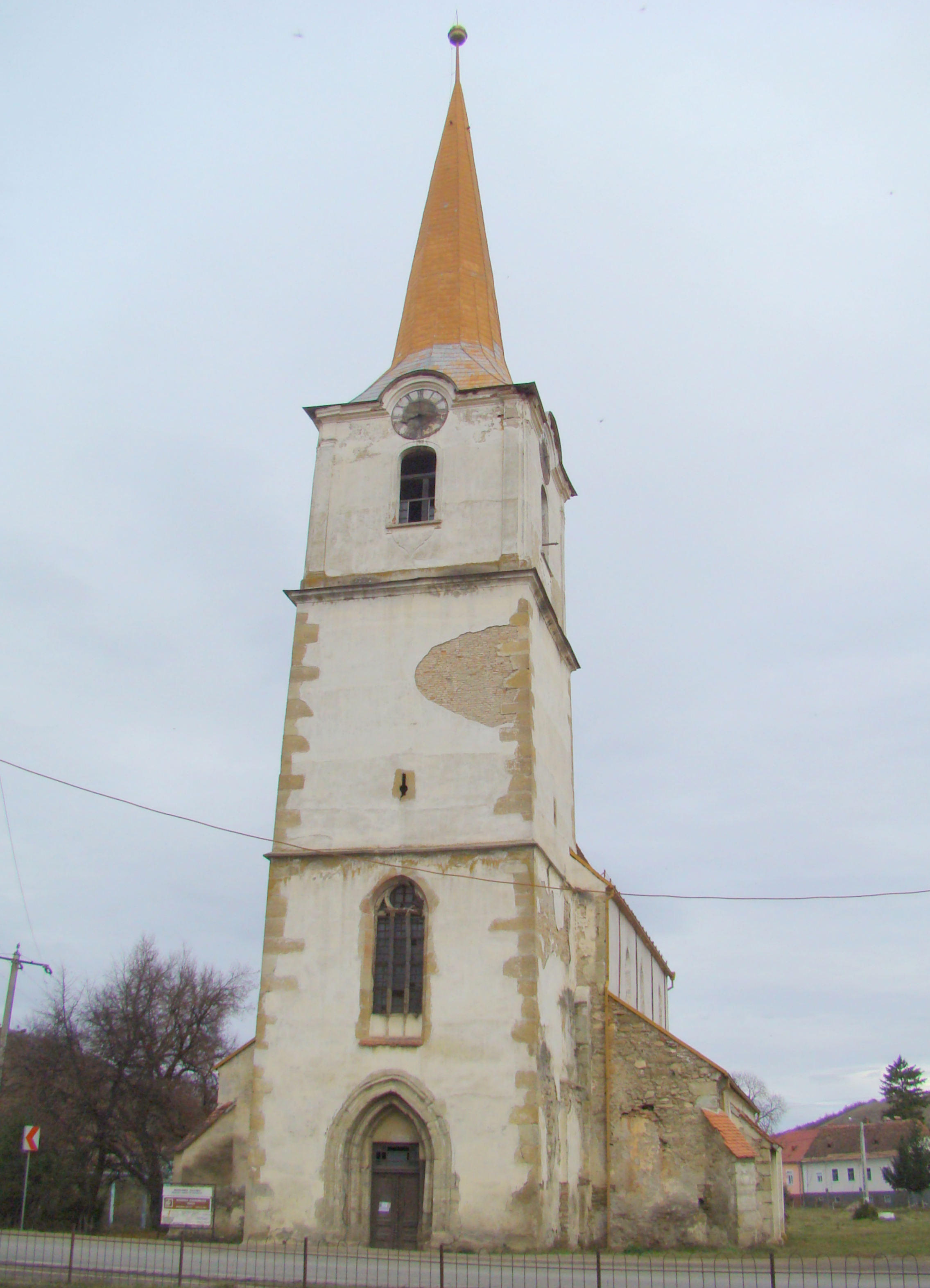
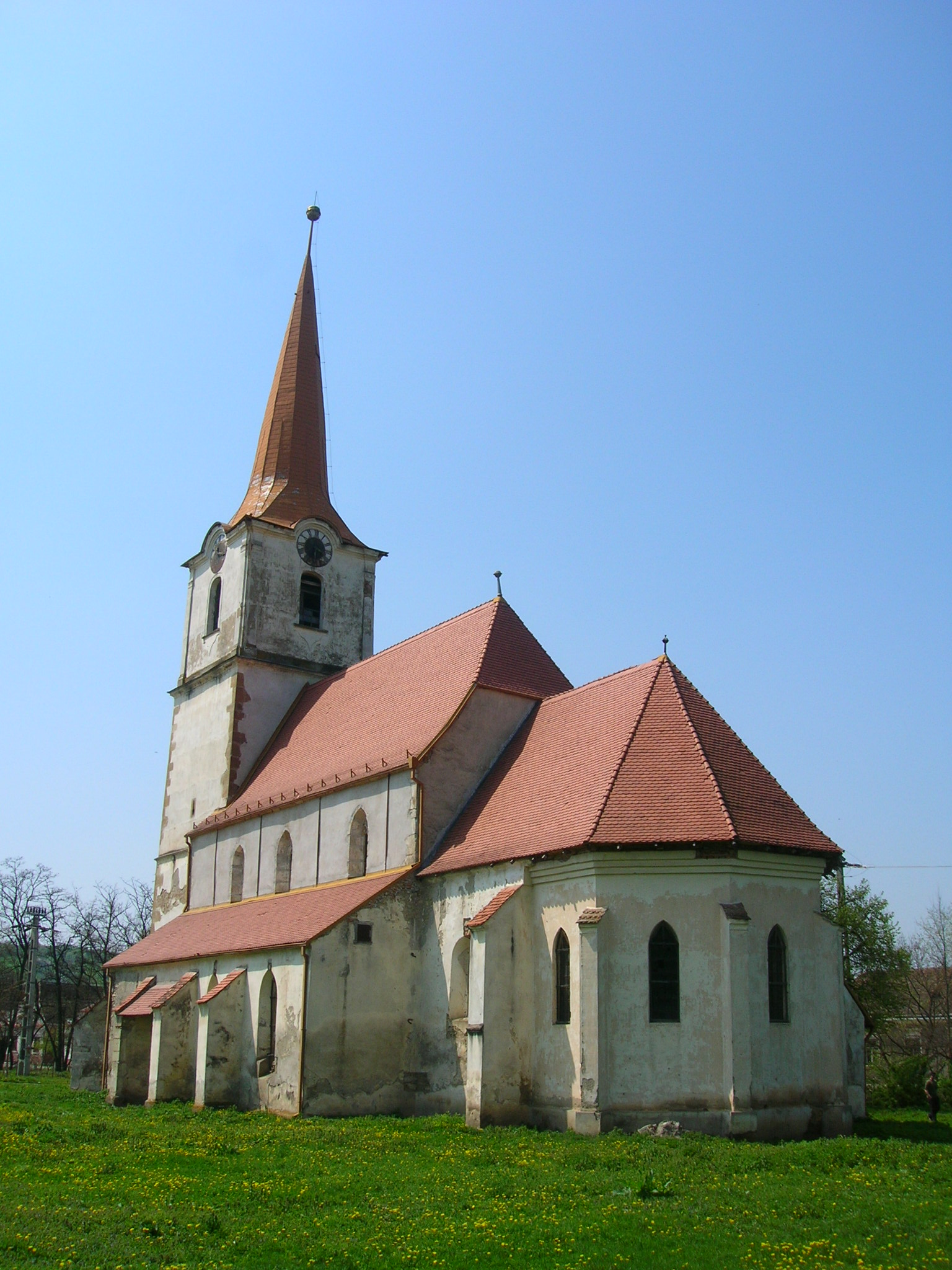
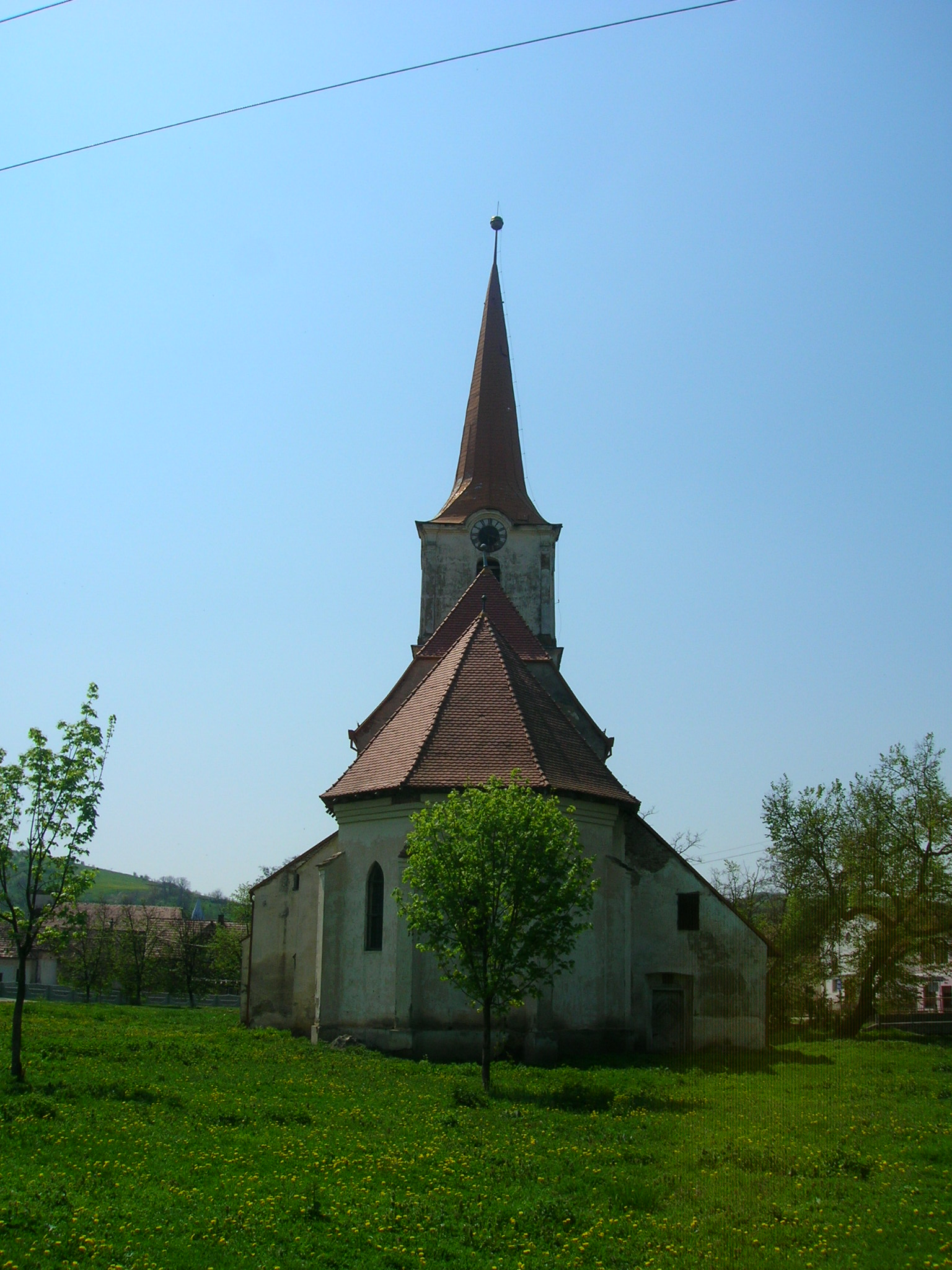

## Vezi și
- Teaca, Bistrița-Năsăud